# آرثر سيغال
آرثر سيغال (بالرومانية: Arthur Segal) (و. 1875 – 1944 م) هو رسام روماني، ولد في ياش، توفي في لندن، عن عمر يناهز 69 عاماً، بسبب قصور القلب.

## التعليم
تعلم في أكاديمية جوليان
.